# Instituto Forestal de Chile
El Instituto Forestal de Chile (INFOR), conocido simplemente como Instituto Forestal, es un servicio público chileno, dependiente del Ministerio de Agricultura, encargado de desarrollar innumerables investigaciones siendo la pionera en el sector forestal en esta rama, y además en innovaciones y tecnologías para la misma.
Nace en el año 1961 como proyecto de FAO, pero es creado oficialmente por el Gobierno de Chile en 1965. Actualmente posee 5 sedes a lo largo de todo Chile.
1. Sede Metropolitana ubicada en Ñuñoa, Santiago
2. Sede Bio Bio ubicada en San Pedro de La Paz, Concepción
3. Sede Los Ríos ubicada en Valdivia
4. Sede Diaguitas ubicada en La Serena
5. Sede Patagonia ubicada en Coyhaique
6. Sede Chiloé ubicada en Castro